# Copa Kobe Motor
Las Copas Kobe Motor son un certamen español monomarca de automovilismo organizado por Kobe Motorsport. Existen dos variantes del mismo, la copa Kobe de rallies de tierra desde 2015 y la copa Kobe de circuitos desde 2018. Fue la primera copa monomarca puramente española en aparecer en los circuitos nacionales desde la desaparición de la MINI Challenge España y de la Copa Peugeot 207 en 2011. 
El concesionario madrileño Toyota Kobe Motor apuesta por la base del automovilismo Nacional, habiendo fabricado hasta 20 coches de cada categoría, siendo un escalón casi obligatorio dentro del automovilismo español.Los proveedores de neumáticos son Kumho para rallyes de tierra y Bridgestone para circuitos.  
Actualmente la Copa Kobe ha cogido gran fuerza, debido a los grandes premios en comparación al coste que tienen sus dos formatos pudiendo encontrar coches de alquiler desde 1500€ en circuitos y 1800€ en rallyes, aunque el concesionario conserva algunos coches para cederlos a un coste reducido en búsqueda de la promoción de jóvenes talentos.  

## Formato de circuitos
La competición está diseñada para un piloto por coche.
Sábado
2 tandas de prácticas de 30 mins

Domingo
Fase de clasificación de 30 mins. Los mejores tiempos deciden la parrilla de la carrera 1.

Carrera 1 Máx. 35 min

Carrera 2 Máx. 35 min
Premios económicos por cita
| 1º     | 2º    | 3º    | 4º    | 5º    | 6º    | 7º    | 8º    | 9º    | 10º   |
| ------ | ----- | ----- | ----- | ----- | ----- | ----- | ----- | ----- | ----- |
| 1050 € | 800 € | 700 € | 400 € | 300 € | 250 € | 200 € | 250 € | 100 € | 100 € |

Trofeos adicionales en circuitos
- Trofeo piloto femenina a la mejor piloto. Premio: Inscripción gratuita para la temporada siguiente.
- Trofeo piloto júnior al mejor piloto menor de 22 años. Premio: Inscripción gratuita para la temporada siguiente.
- Trofeo piloto sénior al mejor piloto mayor de 40 años. Premio: Inscripción gratuita para la temporada siguiente.
- Trofeo piloto super júnior al mejor piloto de 14 o 15 años. Premio: Inscripción gratuita para la temporada siguiente.

## Formato de rallyes
La Copa Kobe corre dentro del CERT (Copa de España de Rallyes de Tierra), en los primeros años había 6 pruebas puntuables, en la actualidad la tendencia es de 5 pruebas en el ámbito nacional
Premios económicos por cita
| 1º   | 2º    | 3º   | 4º   | 5º   | Scratch en cada tramo |
| ---- | ----- | ---- | ---- | ---- | --------------------- |
| 1300 | 800 € | 500€ | 200€ | 150€ | 50€ adicionales       |

Premios finales
| 1º    | 2º    | 3º    |
| ----- | ----- | ----- |
| 3000€ | 2000€ | 1000€ |

Trofeos adicionales
- Trofeo piloto femenina a la mejor piloto. Premio: Inscripción gratuita para la temporada siguiente.

## Ficha técnica
- Nombre: Toyota Aygo 2015 X (Kobe)[1]
- Color: personalizado con la puerta del maletero trasera negra
- Cilindros/cilindrada: 998 cc
- Potencia: 51 kW (69 CV)
- Velocidad máxima: 160 km/h
- Aceleración 0-100 km/h: 14 s
- Largo/Ancho/Alto: 3.455/1.615/1.460 mm
- Batalla: 2.340 mm
- Peso mínimo en circuito: 912 kg incluyendo piloto.
- Peso mínimo en rallyes de tierra: 900kg + 160kg contando peso total del vehículo con dos participantes.
- Modificación de relación de cambios y grupo en rallyes desarrollada por Kobe Motorsport.

## Ganadores
| Año  | Piloto-Copiloto                 |
| ---- | ------------------------------- |
| 2015 | José Calvar – Eva Costas        |
| 2016 | Unai García - Eguzkiñe Enríquez |
| 2017 | Iván Fuertes - Laura Camps      |
| 2018 | Kevin Guerra - Daniel Sosa      |
| 2019 | Unai García - Eguzkiñe Enriquez |
| 2020 | Cancelada                       |
| 2021 | Jokin Urkizu - Debora Frutos    |
| 2022 | Unai García - Eguzkiñe Enríquez |

| Año  | Piloto               |
| ---- | -------------------- |
| 2018 | Antonio Albacete Jr. |
| 2019 | Miguel Villacieros   |
| 2022 | Miguel González      |
| 2023 | Dani Losada          |
| 2024 | Adrián Agote         |

| Año  | Piloto                   |
| ---- | ------------------------ |
| 2020 | Félix Aparicio           |
| 2021 | Francisco Manuel Puertas |